# 1684 Iguassú
1684 Iguassú là một tiểu hành tinh vành đai chính với chu kỳ quỹ đạo là 1988.7912828 ngày (5.45 năm).
Nó được phát hiện ngày 23 tháng 8 năm 1951.